# Syntomopus turanicus
Syntomopus turanicus is een vliesvleugelig insect uit de familie Pteromalidae. De wetenschappelijke naam is voor het eerst geldig gepubliceerd in 2000 door Dzhanokmen.